# We Remember Sam Cooke
We Remember Sam Cooke è un album del gruppo musicale femminile R&B statunitense The Supremes, pubblicato nel 1965 dalla Motown Records. L'album è una raccolta di cover di celebri brani del cantante Sam Cooke.

## Tracce

### Lato A
1. You Send Me
2. Nothing Can Change This Love
3. Cupid
4. Chain Gang
5. Bring It on Home to Me
6. Only Sixteen

### Lato B
1. Havin' a Party
2. Shake
3. Wonderful World (Sam Cooke, Herb Alpert, Lou Adler)
4. A Change Is Gonna Come
5. (Ain't That) Good News

## Classifiche
| Classifica(1965)   | Posizione più alta |
| ------------------ | ------------------ |
| U.S. Billboard 200 | 75                 |